# Barranc de les Forques
El Barranc de les Forques és un barranc al terme de la Torre de Cabdella, dins de l'antic terme primigeni d'aquest municipi. Es forma per transformació del barranc del Salt d'Aigua, al sud-est del Tossal de les Comes de Guiró. Baixa cap al sud-sud-est; quan és a prop i al nord-oest d'Astell, troba el barranc de Costa Cardiguera, amb el qual forma el barranc del Mallo, que al cap de poc aflueix en el barranc del Solà.